# Rhynchonycteris naso
Rhynchonycteris naso е вид прилеп от семейство Emballonuridae. Видът не е застрашен от изчезване.

## Разпространение и местообитание
Разпространен е в Белиз, Боливия, Бразилия, Венецуела, Гватемала, Гвиана, Еквадор, Колумбия, Коста Рика, Мексико, Никарагуа, Панама, Перу, Салвадор, Суринам, Тринидад и Тобаго, Френска Гвиана и Хондурас.
Обитава скалисти райони, гористи местности, влажни места, пещери, ливади, пасища, блата, мочурища и тресавища в райони с тропически климат, при средна месечна температура около 24,4 градуса.

## Описание
На дължина достигат до 4,3 cm, а теглото им е около 4,1 g.